# トイニ・ポイスチ
トイニ・ポイスチ（Toini Pöysti、旧姓ミッコラMikkola、1933年7月1日 - 2024年5月9日）は、フィンランドの元クロスカントリースキー選手。
サタクンタ県Ahlainen（現在のポリの一部）出身。1950年代から1960年代にかけて活躍した。

## 生涯
1954年のホルメンコーレンスキー大会10kmで同大会史上フィンランド女子選手初の勝利をあげた。地元開催の1958年ノルディックスキー世界選手権 3×5kmリレーで銀メダルを獲得。
1960年スコーバレーオリンピックでは10km6位入賞、リレーで銅メダルを獲得、1964年インスブルックオリンピックでは2大会連続してリレーで銅メダルを獲得、5km、10kmともに5位に入賞した。
2024年5月9日に死去。90歳没。